# Nederlands kampioenschap halve marathon 1992
Het Nederlands kampioenschap halve marathon 1992 vond plaats op 11 juli 1992. Het was de eerste keer dat de Atletiekunie een wedstrijd organiseerde met als inzet de nationale titel op de halve marathon (21,1 km). De wedstrijd vond plaats in Onderdijk.
Nederlands kampioen halve marathon bij de mannen werd Tonnie Dirks. Dirks finishte in 1:03.03. Hij was hiermee elf seconden sneller dan Bert van Vlaanderen, die tweede werd in 1:03.14. Bij de vrouwen won Carla Beurskens in 1:15.25. Dit was een van haar eerste wedstrijden, nadat ze een jaar lang last had gehad van haar heupblessure.

## Uitslagen

### Mannen
| rang   | naam                | land | tijd    | NK     |
| ------ | ------------------- | ---- | ------- | ------ |
| Goud   | Tonnie Dirks        | NED  | 1:03.03 | Goud   |
| Zilver | Bert van Vlaanderen | NED  | 1:03.14 | Zilver |
| Brons  | John Vermeule       | NED  | 1:03.43 | Brons  |
| 4      | Marti ten Kate      | NED  | 1:03.53 | 4e     |
| 5      | Michel de Maat      | NED  | 1:05.09 | 5e     |
| 6      | Gerard Kappert      | NED  | 1:05.11 | 6e     |
| 7      | Jan van Rijthoven   | NED  | 1:06.05 | 7e     |
| 8      | Dick Tesselaar      | NED  | 1:06.26 | 8e     |
| 9      | Mulder              | NED  | 1:06.54 | 9e     |

### Vrouwen
| rang   | naam                  | land | tijd    | NK     |
| ------ | --------------------- | ---- | ------- | ------ |
| Goud   | Carla Beurskens       | NED  | 1:15.25 | Goud   |
| Zilver | Tatyana Polovinskaya  | UKR  | 1:16.11 |        |
| Brons  | Linda Milo            | BEL  | 1:16.40 |        |
| 4      | Marjan Freriks        | NED  | 1:17.13 | Zilver |
| 5      | Izabela Zatorska      | POL  | 1:17.43 |        |
| 6      | Marianne van de Linde | NED  | 1:17.53 | Brons  |
| 7      | Anne van Schuppen     | NED  | 1:18.20 | 4e     |
| 8      | Marlie Marutiak       | NED  | 1:19.14 | 5e     |
| 9      | Philomena Vranken     | NED  | 1:22.42 | 6e     |
| 10     | Ilse Wijnands         | NED  | 1:24.06 | 7e     |

1992 · 
1993 · 
1994 · 
1995 · 
1996 · 
1997 ·
1998 ·
1999 · 
2000 · 
2001 · 
2002 · 
2003 · 
2004 · 
2005 · 
2006 · 
2007 · 
2008 · 
2009 · 
2010 · 
2011 · 
2012 · 
2013 · 
2014 · 
2015 · 
2016 ·
2017 ·
2018 ·
2019 ·
2022 ·
2023